# Teyleria barbata
Teyleria barbata är en ärtväxtart som först beskrevs av William Grant Craib, och fick sitt nu gällande namn av Laurentius Josephus Gerardus Jos van der Maesen. Teyleria barbata ingår i släktet Teyleria och familjen ärtväxter. Inga underarter finns listade i Catalogue of Life.